# Захопи центральний район за допомогою любові та миру
Occupy Central (кит.: 佔領中環 або 佔中) — кампанія громадянської непокори, ініційована Бенні Тай Ю-тіном, асоційованим професором права університету Гонконгу, і обстоювана організацією Захопи центральний район за допомогою любові та миру (OCLP; 讓愛與和平佔領中環 або 和平佔中). В ході виборчої реформи, OCLP мала намір чинити тиск на уряд КНР, щоб той привів виборчу систему до міжнародних стандартів загального виборчого права для виборів виконавчого голови Адміністрації Гонконгу 2017 року , як це було обіцяно відповідно до Статті 45 Основного закону Гонконгу. При відсутності кроків з боку уряду щодо впровадження цієї системи, OCLP шукала способів боротьби за рівне виборче право для всіх громадян у Гонконзі вже незаконними засобами, а саме захопленням Центрального району Гонконгу, при якому OCLP заприсяглись обійтися без насильства. Рух є однією з рушійних сил Революції парасольок.
У 2013 і 2014 роках OCLP організувала три сесії обговорень і громадський онлайн-референдум щодо системи голосування на виборах голови Адміністрації. Потім ця організація представила уряду пропозицію, за яку громадяни проголосували на референдумі. У відповідь на відмову уряду, вони спочатку планували запустити кампанію 1 жовтня 2014 року, у Національний день Китайської Народної Республіки. Однак, Occupy Central with Love and Peace оголосив про початок «Occupy Central» раніше — 28 вересня 2014 в розпал тижневого класового бойкоту організованого Федерацією студентів Гонконгу (HKFS) і групою Scholarism, щоб заохотити студентів до участі у обговоренні політичних і суспільних відносин. Студентські страйки переросли у хвилю демонстрацій проти надмірного застосування сили поліцією. Потім демонстрації призвели до громадянської непокори і акцій з захоплення у грандіозних масштабах. Методи, застосовані Гонконзькою поліцією для розгону демонстрантів, отримали широкий осуд і критику громадськості.
Протест поступово перетворився на нецентралізований, стихійний окупаційний рух, який поширився на декілька районів Гонконгу, і значною мірою регулювався добровольцями.